# 이병철 (천문학자)
이병철(1971~)은 대한민국의 천문학자이다. 경북대학교와 경희대학교에서 박사학위를 받고 현재 한국천문연구원 변광천체그룹에서 근무중이다. 주요 연구분야는  외계행성 땀색이다.
소행성체 센터로부터 2000년과 2002년 사이에 34666 보현산과 63145 최무선, 63156 이천, 72021 이순지, 72059 허준과 같은 소행성들을 발견한 공로를 인정 받았다.